# Marc Johnson
Pour les articles homonymes, voir Johnson.
Marc Johnson, né à Omaha (Nebraska) le 21 octobre 1953, est un contrebassiste et compositeur américain de jazz.
Il est actuellement marié à la pianiste et chanteuse Eliane Elias.

## Biographie
Né dans une famille de musiciens, il commence très tôt l'étude du piano, puis s'intéresse au violoncelle avant de choisir de se consacrer, en 1969, à la contrebasse en 1969. Au cours de ses études à l'université de North Texas, il rencontre Lyle Mays, qui l'engage en 1977 dans son One O'Clock Lab Band.
En 1977, il intègre le big band « Thundering Herd » de Woody Herman.
En 1978, il est engagé par le pianiste Bill Evans. Il restera le contrebassiste du trio, dont les batteurs seront Philly Joe Jones puis Joe LaBarbera, jusqu'à la mort d'Evans en septembre 1980.
En novembre 1980, il devient contrebassiste du big band de Mel Lewis. Il travaille ensuite pendant deux ans, dans la formation de Stan Getz. Au début des années 1980, il travaille aussi, entre autres, avec les deux frères Pat et Joe LaBarbera, John Lewis, Bill Connors, Bob Brookmeyer, Jim Hall…
En 1985, il signe Bass Desires (ECM), son premier album comme leader. Bill Frisell et John Scofield sont à la guitare et Peter Erskine à la batterie. « Bass Desires » (à l'origine, le titre d'une composition de Peter Erskine) ou « Marc Johnson's Bass Desires » devient par ailleurs le nom de scène du groupe. C'est sous ce nom qu'il enregistre en 1987 Second Sight (ECM), album dans la même lignée que le précédent. L'album inclut la ballade Hymn for Her, écrite à la mémoire de sa sœur Terese.
En 1989, il signe Two by Four (Emarcy). On peut y entendre, selon les plages, Lucy Crane, Gary Burton, Makoto Ozone et Toots Thielemans.
Suivent, pour le label Bamboo Records, en 1992, Right Brain Patrol, titre qui servira de nom de scène du groupe (avec Ben Monder et Arto Tunçboyaciyan) et, en 1996, Magic Labyrinth (avec Wolfgang Muthspiel et Arto Tunçboyacıyan).	
En 1998, il publie sous son nom The Sound of Summer Running, avec les guitaristes Bill Frisell et Pat Metheny et le batteur Joey Baron. Il renoue dans ce disque avec l'esprit des albums publiés avec « Bass Desires » en y ajoutant des clins d'œil à la musique country, au folk, au doo-wop, au « hillbilly blues » et au rockabilly.
En 2005, il publie Shades of Jade (ECM) avec Joe Lovano, John Scofield, Eliane Elias et Joey Baron.
Il enregistre et se produit régulièrement avec la pianiste et chanteuse Eliane Elias (avec qui il est actuellement marié).
Marc Johnson a enregistré de très nombreux albums comme sideman. Outre avec les musiciens déjà mentionnés, il a notamment a participé à une cinquantaine d'enregistrements avec Enrico Pieranunzi, Paul Bley, Fred Hersch, Gary Burton, Makoto Ozone, Michel Camilo, Mike Mainieri, Steps Ahead, John Abercrombie, Nguyên Lê, Pat Martino, Lee Konitz, Paul Motian, Bob Mintzer, Bill Evans (saxophoniste), Patricia Barber, Ralph Towner, Kenny Werner, Wolfgang Muthspiel, Mitchel Forman, Rick Margitza Vince Mendoza, Jim McNeely, Eddie Daniels, Warren Bernhardt, Andy Laverne, Harold Danko, Jill McManus, Eric Vloeimans, Chris Cheek...

## Discographie partielle

### Comme leader
- 1985 : Bass Desires
- 1987 : Second Sight (sous le nom « Marc Johnson's Bass Desires »)
- 1989 : Two by four
- 1992 : Right Brain Patrol
- 1996 : Magic Labyrinth
- 1997 : The Sound of Summer Running
- 2005 : Shades of Jade

### Comme coleader
- 1986 : Deep Down avec Enrico Pieranunzi & Joey Baron
- 1988 : John Abercrombie - Marc Johnson - Peter Erskine
- 1990 : Hymn avec Bob Mintzer, John Abercrombie & Peter Erskine
- 1993 : November avec John Abercrombie, Peter Erskine & John Surman
- 1995 : Triangle, avec Martial Solal et Peter Erskine
- 1999 : If Trees Could Fly avec Eric Longsworth
- 2001 : Real Book Story avec Wolfgang Muthspiel & Brian Blade
- 2001 : Play Morricone  avec Enrico Pieranunzi & Joey Baron
- 2001 : Current Conditions avec Enrico Pieranunzi & Joey Baron
- 2002 : Rosslyn avec John Taylor & Joey Baron
- 2003 : Trasnoche avec Enrico Pieranunzi
- 2006 : Ballads avec Enrico Pieranunzi & Joey Baron
- 2007 : Live in Japan avec Enrico Pieranunzi & Joey Baron
- 2008 : As never before avec Enrico Pieranunzi, Joey Baron & Kenny Wheeler
- 2009 : Dreams Dance avec Enrico Pieranunzi & Joey Baron

### Avec Bill Evans
- 1978 : Affinity
- 1979 : We Will Meet Again
- 1979 : The Paris Concert : Edition One
- 1979 : The Paris Concert : Edition Two
- 1979 : Homecoming
- 1979 : Bill Evans Trio live at Balboa Jazz Club. 1/2/3/4/5
- 1979 : The Brilliant
- 1980 : Letter to Evan
- 1980 : Turn Out The Stars : The Final Village Vanguard Recordings
- 1980 : Turn Out The Stars : Live At Ronnie Scott's
- 1980 : His last concert In Germany
- 1980 : Consecration
- 1980 : The Last Waltz